# Erica georgica
Erica georgica är en ljungväxtart som beskrevs av Guthrie och Bolus. Erica georgica ingår i släktet klockljungssläktet, och familjen ljungväxter. Inga underarter finns listade i Catalogue of Life.

## Bildgalleri

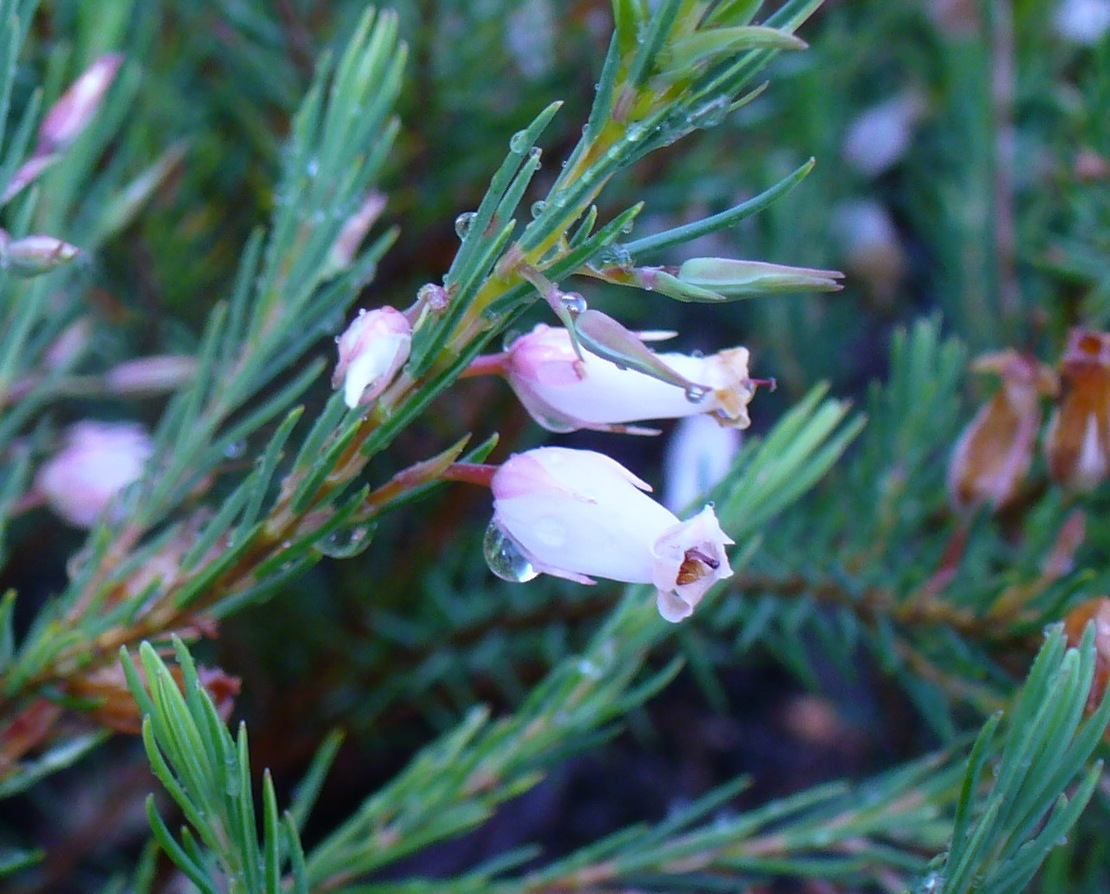